# 洛克威爾自動化
洛克威爾自動化是提供工業自動化、電源、控制及資訊方案的公司。在工業自動化領域的品牌包括Allen-Bradley及洛克威爾軟體(Rockwell Software)。產品有PLC、變頻器、HMI、馬達控制器等產品。
洛克威爾自動化公司的總部在美國威斯康辛州密爾瓦基，在超過80個國家有據點，員工超過二萬人。
洛克威爾自動化公司是Fortune 500的公司，2012年排名410名。2012年洛克威爾自動化公司第4度被評為世界最具商業道德企業之一。
洛克威爾自動化公司的產品包括可编程逻辑控制器（PLC）、輸入輸出模組、人機界面（HMI）、工業安全產品、變頻器、軟體、電磁開關、過載繼電器、感測器及軟體等。

## 歷史
洛克威爾自動化公司是1903年由林德·布拉德利(Lynde Bradley)及斯坦頓·艾倫(Stanton Allen)博士成立，當時的名稱為「壓縮變阻器公司」(Compression Rheostat Company)，資本額為美金一千元，1910年時公司更名為Allen-Bradley公司。1985年時洛克威爾國際公司（現在的羅克韋爾自動化公司）以十六億五千一百萬美元的金額收購Allen-Bradley公司，是威斯康辛州歷來最大的收購案。
2001年時洛克威爾自動化公司從洛克威爾國際公司中拆分成為獨立公司，之後陸續收購了許多公司。在2007年1月31日洛克威爾自動化公司將其動力系統事業部賣給保德電機(Baldor)，其中包括Dodge機械公司及Reliance馬達公司。
2020 年 1 月 8 日，洛克威爾自動化宣布收購以色列網絡安全提供商 Avnet Data Security, LTD。 
2020 年 5 月 4 日，洛克威爾自動化宣布收購 Kalypso L.P.，這是一家專注於 IT 和 OT 系統實施和管理諮詢的專業服務公司。 